# Ron Howard
Ronald William Howard (Duncan, Oklahoma, 1 de março de 1954) é um ator, cineasta e produtor de cinema norte-americano.

## Biografia
Ganhou notoriedade como Opie Taylor na comédia The Andy Griffith Show, durante oito anos, e mais tarde como o adolescente Richie Cunningham na série Happy Days. Fez aparições em filmes como American Graffiti (1973) e  Grand Theft Auto (1977), que também marcou sua estreia na direção. Deixou Happy Days em 1980 para focar na direção, e desde então passou a dirigir inúmeros filmes, incluindo o vencedor do Oscar Cocoon, Apollo 13, Uma Mente Brilhante  (Oscar de melhor diretor) e How the Grinch Stole Christmas. É filho do ator Rance Howard e irmão do ator Clint Howard, além de pai da atriz Bryce Dallas Howard.
Falta na filmografia o filme sobre Luciano Pavarotti.

## Filmografia

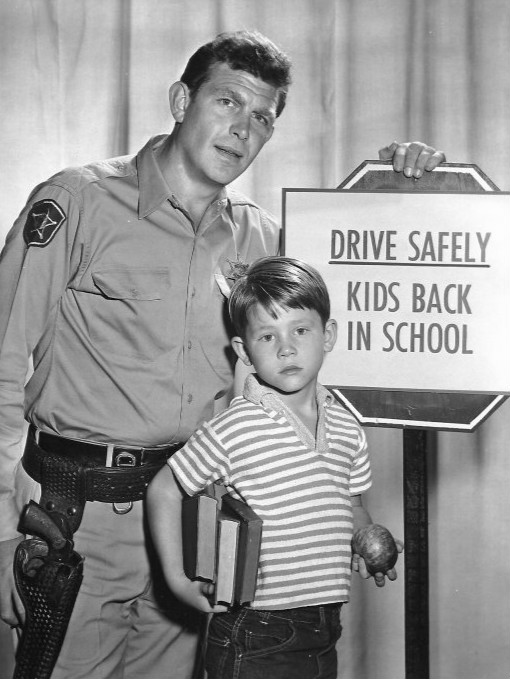
Andy Griffith e Ron Howard em foto publicitária de 1961

- 1963 - The Courtship of Eddie's Father
- 1969 - Deed of Derring–Do
- 1973 - American Graffiti
- 1976 - Eat My Dust
- 1976 - O Último Pistoleiro
- 1977 - Grand Theft Auto
- 1978 - Cotton Candy (televisão)
- 1980 - Skyward (televisão)
- 1981 - Through the Magic Pyramid (televisão)
- 1982 - Night Shift
- 1984 - Splash
- 1985 - Cocoon
- 1985 - No Greater Gift (televisão)
- 1986 - Gung Ho
- 1987 - Take Five (televisão)
- 1988 - Willow
- 1989 - Parenthood
- 1991 - Backdraft
- 1992 - Far and Away
- 1994 - The Paper
- 1995 - Apollo 13
- 1996 - Ransom
- 1999 - EdTV
- 2000 - How the Grinch Stole Christmas
- 2001 - Uma Mente Brilhante
- 2003 - Desaparecidas
- 2005 - Cinderella Man
- 2006 - O Código Da Vinci
- 2008 - Frost/Nixon
- 2009 - Anjos e Demônios
- 2011 - O Dilema
- 2013 - Rush
- 2015 - In the Heart of the Sea
- 2016 - Inferno
- 2018 - Han Solo: Uma História Star Wars
- 2020 - Hillbilly Elegy
- 2022 - Thirteen Lives

## Prêmios
- Óscar para cineasta — A Beautiful Mind em 2002
- Recebeu duas nomeações ao Globo de Ouro, na categoria de melhor diretor, por "Apollo 13" (1995) e "A Beautiful Mind" (2001).
- Recebeu uma nomeação ao Globo de Ouro, na categoria de melhor ator coadjuvante, por "O Último Pistoleiro" (1976).
- Recebeu uma nomeação ao Globo de Ouro, na categoria de melhor ator de televisão - comédia/musical, por "Happy Days" (1974).
- Recebeu uma nomeação ao BAFTA, na categoria de melhor diretor, por "A Beautiful Mind" (2001).
- Recebeu uma nomeação ao BAFTA, na categoria de melhor filme, por ser um dos produtores de "A Beautiful Mind" (2001).
- Recebeu uma nomeação à Framboesa de Ouro de pior diretor, por "The Da Vinci Code" (2006).
- Recebeu uma indicação ao Oscar 2008 – melhor diretor por "Frost/Nixon" (2008).[5]

## Curiosidades
- Ron Howard já apareceu em dois episódios de Os Simpsons, inclusive em um episódio que contava com a participação de Kim Basinger e Alec Baldwin.
- Ron Howard também foi citado no filme "A Entrevista" (2014).
- Ron Howard também foi citado em um episódio de South Park.
- Ron Howard também foi citado na temporada 9, episódio 6 de American Dad!
- Ron Howard também apareceu no episódio 17 da primeira temporada do seriado This is Us.
- Ron Howard também faz aparições na temporada 4 e 5 de Arrested Development.
- Ron Howard foi citado novamente no episódio 2 da quarta temporada da série Rick and Morty.